# Schaatsen op de Olympische Winterspelen 2010 - 3000 meter vrouwen
De 3000 meter vrouwen op de Olympische Winterspelen 2010 in Vancouver vond plaats op zondag 14 februari 2010 in de Richmond Olympic Oval in Richmond, Canada.

## Records
| Titelverdediger  | Ireen Wüst        | NED | 4.02,43 | Turijn         |
| Wereldrecord     | Cindy Klassen     | CAN | 3.53,34 | Calgary        |
| Olympisch record | Claudia Pechstein | GER | 3.57,70 | Salt Lake City |

## Statistieken

### Uitslag
| #      | Naam                    | Land | Tijd    | Verschil |
| ------ | ----------------------- | ---- | ------- | -------- |
| Goud   | Martina Sáblíková       | CZE  | 4.02,53 |          |
| Zilver | Stephanie Beckert       | GER  | 4.04,62 | + 2,09   |
| Brons  | Kristina Groves         | CAN  | 4.04,84 | + 2,31   |
| 4      | Daniela Anschütz-Thoms  | GER  | 4.04,87 | + 2,34   |
| 5      | Clara Hughes            | CAN  | 4.06,01 | + 3,48   |
| 6      | Masako Hozumi           | JPN  | 4.07,36 | + 4,83   |
| 7      | Ireen Wüst              | NED  | 4.08,09 | + 5,56   |
| 8      | Maren Haugli            | NOR  | 4.10,01 | + 7,48   |
| 9      | Nancy Swider-Peltz, Jr. | USA  | 4.11,16 | + 8,63   |
| 10     | Renate Groenewold       | NED  | 4.11,25 | + 8,72   |
| 11     | Diane Valkenburg        | NED  | 4.11,71 | + 9,18   |
| 12     | Jilleanne Rookard       | USA  | 4.13,05 | + 10,52  |
| 13     | Katrin Mattscherodt     | GER  | 4.13,72 | + 11,19  |
| 14     | Cindy Klassen           | CAN  | 4.15,53 | + 13,00  |
| 15     | Shiho Ishizawa          | JPN  | 4.15,62 | + 13,09  |
| 16     | Anna Rokita             | AUT  | 4.16,42 | + 13,89  |
| 17     | Catherine Raney-Norman  | USA  | 4.16,59 | + 14,06  |
| 18     | Svetlana Vysokova       | RUS  | 4.16,91 | + 14,38  |
| 19     | Noh Seon-Yeong          | KOR  | 4.17,36 | + 14,83  |
| 20     | Galina Lichatsjova      | RUS  | 4.17,63 | + 15,10  |
| 21     | Eri Natori              | JPN  | 4.18,18 | + 15,65  |
| 22     | Wang Fei                | CHN  | 4.18,42 | + 15,89  |
| 23     | Lee Ju-youn             | KOR  | 4.18,87 | + 16,34  |
| 24     | Luiza Złotkowska        | POL  | 4.19,13 | + 16,60  |
| 25     | Fu Chunyan              | CHN  | 4.20,62 | + 18,09  |
| 26     | Park Do-yeong           | KOR  | 4.20,92 | + 18,39  |
| 27     | Cathrine Grage          | DEN  | 4.20,93 | + 18,40  |
| 28     | Katarzyna Woźniak       | POL  | 4.22,35 | + 19,82  |

### Loting
| Rit | Binnenbaan             | Buitenbaan              |
| --- | ---------------------- | ----------------------- |
| 1   | Park Do-yeong          | Katarzyna Woźniak       |
| 2   | Galina Lichatsjova     | Noh Seon-Yeong          |
| 3   | Svetlana Vysokova      | Anna Rokita             |
| 4   | Diane Valkenburg       | Eri Natori              |
| 5   | Lee Ju-youn            | Luiza Złotkowska        |
| 6   | Cathrine Grage         | Fu Chunyan              |
| 7   | Shiho Ishizawa         | Wang Fei                |
| 8   | Renate Groenewold      | Nancy Swider-Peltz, Jr. |
| 9   | Jilleanne Rookard      | Katrin Mattscherodt     |
| 10  | Catherine Raney-Norman | Cindy Klassen           |
| 11  | Masako Hozumi          | Martina Sáblíková       |
| 12  | Maren Haugli           | Clara Hughes            |
| 13  | Kristina Groves        | Stephanie Beckert       |
| 14  | Ireen Wüst             | Daniela Anschütz-Thoms  |

1960 · 
1964 · 
1968 · 
1972 · 
1976 · 
1980 · 
1984 · 
1988 · 
1992 · 
1994 · 
1998 · 
2002 · 
2006 · 
2010 · 
2014 · 
2018 ·
2022